# Erkki Aaltonen
Pour les articles homonymes, voir Aaltonen.
Erkki Aaltonen, né le 17 août 1910 à Hämeenlinna (Tavastehus), dans le grand-duché de Finlande et mort le 8 mars 1990 à Helsinki, est un compositeur finlandais de musique classique.

## Biographie
Né à Hämeenlinna (Tavastehus), Finlande, il a étudié le violon au Conservatoire d'Helsinki et la composition en privé avec Väinö Raitio et Selim Palmgren. Il a dirigé l'Institut de Musique de Kemi entre 1966 et 1973. Ses compositions sont souvent inspirées par l'actualité.

## Œuvres
- Symphonie no 1 (1947)
- Symphonie no 2 « Hiroshima » (1949)
- Symphonie no 3 « Popular » (1952)
- Symphonie no 4 (1959)
- Symphonie no 5 (1964)
- Hämeenlinna, rhapsodie pour orchestre (1945)
- Concerto pour piano no 1 (1948)
- Concerto pour piano no 2 (1954)
- Folk music pour orchestre (1953–1960)
- Suite no 1 tirée de Lapponia (1956)
- Suite no 2 tirée de Lapponia (1959)
- Concerto pour violon (1966)
- Sonate pour piano (1932, révision 1972)
- Sonate pour hautbois et piano (1945)
- Preludi ja Allegro (Prélude et Allegro) pour alto et piano (1983)
- Quatuor à cordes no 1
- Quatuor à cordes no 2
- Quatuor à cordes no 3
- Quatuor à cordes no 4
- Quatuor à cordes no 5
- Pièces de piano
- Mélodies